# كيمياء إشعاعية

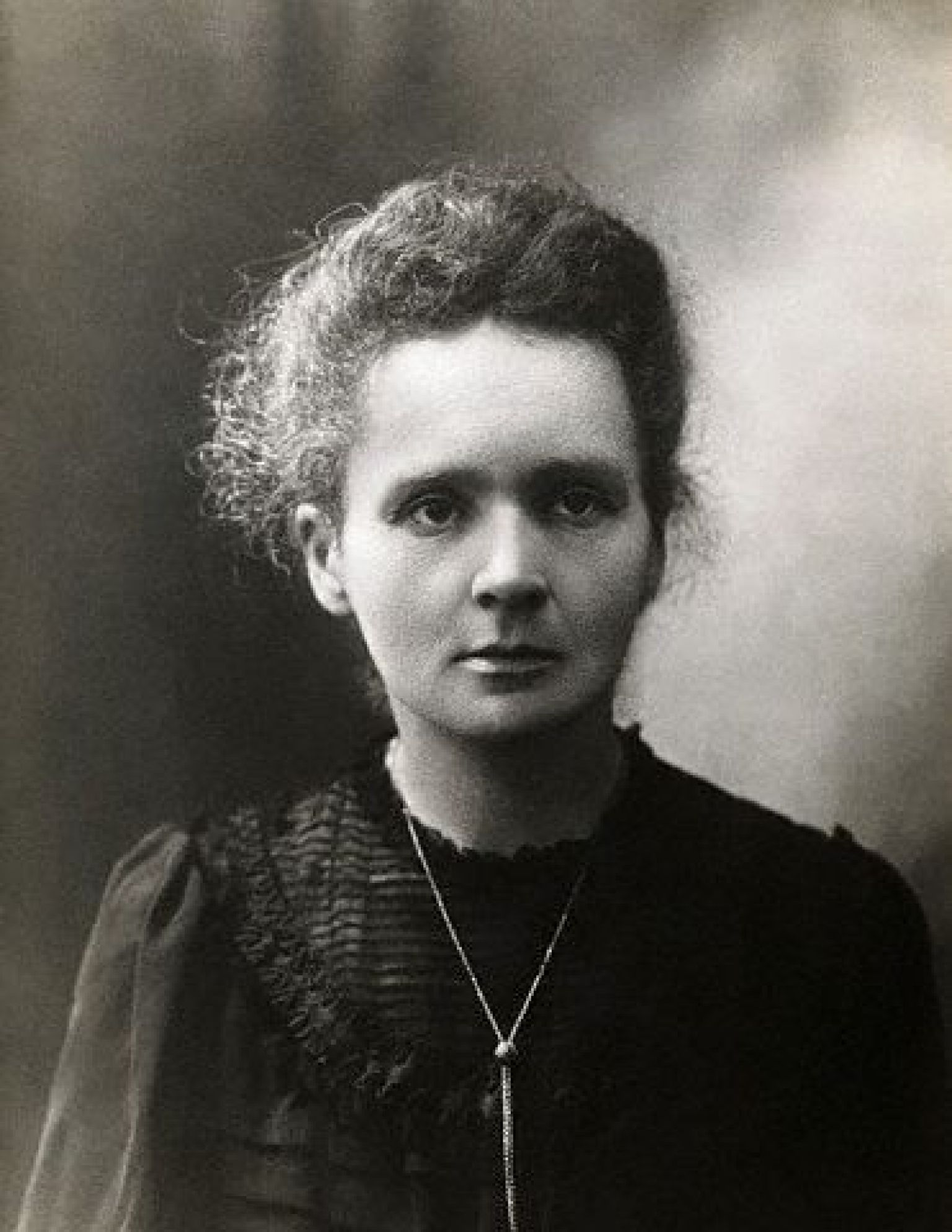

الكيمياء الإشعاعية (بالإنجليزية: Radiochemistry)‏ هي أحد طرق البحث باستخدام مواد مشعة، حيث تستخدم بعض النظائر المشعة لدراسة خواص تفاعلات كيميائية. تلك الوسيلة تنطوي على زرع نظير مشع في جزيء مثلا لمعرفة مكانه في الجزيء واستنباط خواص الجزيء. تستخدم نظائر مشعة في الغالب لدراسة سير التفاعلات الكيميائية.
ويجب عدم الخلط بين هذا وبين radiation chemistry حيث يسلط الإشعاع للتأثير على عمليات كيميائية.
تستخدم في الكيمياء الإشعاعية جميع أنواع الإشعاعات، سواءً كانت طبيعية أو كانت مصنوعة من قبل الإنسان (مثلما تنتج مواد مشعة في مفاعل نووي).

## أنماط الإضمحلال الإشعاعي
النظائر المشعة هي نظائر غير مستقرة تصدر إشعاعات مختلفة النوع. وهذه المواد المشعة تتحلل عن طريق الإضمحلال النووي مما يؤدي إلى انبعاث بعض الأنواع من الإشعاعات، فمنها ما يصدر أشعة بيتا ومنها ما يصدر أشعة ألفا ومنها ما يشع أشعة غاما.
1. α إشعاع (ألفا) - هي انبعاث لجسيمات ألفا من النواة الذرية. ويتكون جسيم ألفا من 2 من البروتونات و 2 من النيوترونات. وعندما يحدث هذا "التحلل"، فأن الكتلة الذرية للذرة ستنقص 4 وحدات،
كما ينقص العدد الذري بمعدل وحدتين (تقل عدد بروتونات النواة بمقدار 2).
بعد أن تفقد النواة 2 من البروتونات فهي تتحول إلى عنصر آخر، يكون غالبا عنصرا مستقرا.
2. β إشعاع (بيتا) - وهي تحول أحد نيوترونات النواة إلى إلكترون وبروتون. بعد حدوث هذه العملية، ينبعث الإلكترون من النواة.
وعند خروج أشعة بيتا من نواة ذرة العنصر المشع فان العدد الذري يزداد بمقدار 1 ويظل العدد الكتلى ثابتا لا يتغير. أي يتحول النظير المشع إلى نظير مستقر.
يخرج الإلكترون بسرعة هائلة من النواة ونستطيع الكشف عنه. ولكن سرعان ما يفقد سرعته بالتصادم مع الذرات الأخرى، وتلتقطه إحدى الذرات التي فقدت إلكترون وتعطه للذرة المتحللة.
3. إشعاع غاما - هي انبعاث للطاقة الكهرومغناطيسية (إشعة أكس على سبيل المثال) من نواة الذرة. ويحدث هذا كثيرا خلال الإضمحلال الإشعاعي radioactive decay مصاحبا لأشعة ألفا وأشعة بيتا. وعند خروج أشعة غاما من نواة ذرة العنصر المشع لا يتأثر العدد الذري ولا العدد الكتلي، بل تخلص النواة من جزء كبير من طاقتها.
يمكن أن تُميّز هذه الثلاثة أنواع من الإشعاعات عن بعضها على حسب قوة اختراقها للأجسام.
فيمكن إيقاف جسيم ألفا بسهولة بسبب شحنته الكبيرة في ورقة كتابة أو عندما تنطلق لعدة سنتيمترات في الهواء. هذا الجسيم هو نظير نواة الهيليوم.
أما الجسيم بيتا فيمكن إيقافه بواسطة ورقة من الألمنيوم يكون سمكها فقط عدة مليمترات، وهذا الجسيم هو عبارة عن إلكترون.
وتعتبر أشعة غاما هي أكثر الإشعاعات قوةً في اختراق الأجسام وهي فوتون ذو طاقة عالية وبدون شحنة وبدون كتلة وتنطلق مثل شعاع الضوء بسرعة الضوء. أشعة غاما هي نوع عالي الطاقة من أشعة إكس. لحجب تلك الأشعة نحتاج إلى لوح من معدن ثقيل للوقاية من إشعاعها (و عادةً يكون الحائل من الرصاص أو من الباريوم) للتقليص من حدة ضررها، وقد يكون سمك الحائل عدة سنتيمترات.

## التحليل التنشيطي
عند إطلاق أشعة من النيوترونات خارج الأجسام فأن هذا قد يؤدي إلى نشاط إشعاعي; هذا النوع من التنشيطات للنظائر المستقرة لصنع نظير مشع هو أساس تحليل التنشيط النيوتروني neutron activation analysis. واحدة من أكثر المواضيع إثارةً التي تمت دراستها بهذه الطريقة هي دراسة شعر رأس نابليون، التي تمت دراستها وفحصها بسبب محتواها من الزرنيخ.
توجد طرق تجريبية مختلفة، صممت لتعيين كميات العناصر المختلفة في مخلوط أو سبيكة من مواد مختلفة. وللقيام بتحليل مكونات مركب كيميائي فمن الشائع استعمال الاستخراج الكيميائي للعنصر المطلوب و/أو باستخدام النشاط الإشعاعي الناتج من عنصر معين في مخلوط بقياس الإضمحلال. بما أن تأثير السبيكة العائلة يمكن أن تُصحح بمراقبة طيف الإضمحلال، فأن هذا سيتطلب تحضير القليل من العينة وذلك لبعض الأنواع من العينات، مما يجعل من تحليل التنشيط النيوتروني أقل عرضة لتلويث البيئة.
تتم طريقة التحليل بالتنشيط النيوتروني عن طريق وضع عينة صغيرة في مفاعل ينتج النيرونات، فتصتدم النيوترونات بذرات العينة تنشيطها اشعاعيا (أي تحول بعض ذراتها إلى نظائر مشعة)، ثم إخراج العينة من المفاعل وإجراء قياسات الأشعة الخارجة منها لفترة زمنية، وعلى أساسها يمكن معرفة وجود مادة ما في العينة.
فمثلا يمكن تعيين نسبة الذهب في مياه الانهار أو في حوض نهر، بواسطة أخذ عينة وتجفيفها ثم تعريضها للنيوترونات فيتحول الذهب إلى ذهب مشع، ثم قياس الإشعاع لفترة ومنها يتم تعيين نسبة الذهب في العينة.
يمكن أن نرى التأثيرات الناجمة عن سلسلة مختلفة من أوقات التحلل إذا قمنا بتعريض عينة افتراضية مكونة من الصوديوم، واليورانيوم والكوبلت بنسبة 100:10:1 لنبضة قصيرة من النيوترونات الحرارية (نيوترونات بطيئة)، ثم قياس الاشعاعات الصادرة منها. سنجد أن مقدار الإشعاع المقاس أولا يكون ناشئا أغلبه عن 24Na الصوديوم المشع (فهو يتحلل سريعا بعمر نصف مقداره 15 ساعة). ولكن مع مرور الوقت سيسود عليه نشاط النيوبيوم 239Np (عمر النصف 4و2 يوم) بعد تكونه من اليورانيوم (عمر النصف له 24 دقيقة)، وأخيرا يصبح اشعاع الكوبلت 60Co سائدا حيث أن عمر النصف له 3و5 سنوات.

## تطبيقات

### طريقة المؤشرات وطريقة الكواشف المشعة
هنا نستبدل أحد ذرات عنصر في مركب كيميائي بنظيره المشع. بهذا الطريقة يمكن تفقد سير تفاعل كيميائي أو عملية انتشار عن طريق قياس الأشعة الصادرة من الذرات المشعة.
أمثلة:
- في حالة يوديد الحديد المعلم بذرات مشعه من اليود-131 (131I) والذي نعرف اشعاعيته فيمكن تفقد توازن ذوبانه في الماء وتعيين منتج الذوبان.
- دراسة آلية سريان تفاعل كيميائي بواسطة الكربون المشع 14C عن طريق تعليم جزيئاته بذرات الكربون المشع.
- تتبع عمليات التسامي عن طريق تتبع الكربون المشع 14CO2

### تعيين العمر
يمكننا عن طريق قانون التحلل الإشعاعي تعيين وقت وصول نسبة معينة لمواد مشعة (ابتدائية ونهائية) بقياس الإشعاع. طريقة معروفة لتحديد عمر آثار خشبية أو أخشاب وهي تستخدم طريقة تعيين نسبة الكربون المشع (الكربون-14) في عينة.
وعلاوة على ذلك فيمكن تعيين عمر إحدى طبقات الأرض في الجيولوجيا طرق التالية:
- تعيين العمر ب الروبيديوم- سترونتيوم بقياس اشعاعات 87Rb و 87Sr
- تعيين العمر ب اليورانيوم-الرصاص عن طريق تعيين نسبة 206Pb من 238U و 207Pb من 235U
- طريقة اليورانيوم-هيليوم، حيث يتم تعيين الهيليوم في الصخور الناتج من اليورانيوم 235U

تعيين العمر بواسطة البوتاسيوم-أرجون عن طريق تعيين نسبة
40K إلى 40Ar الناتج من تحلله.

## اختزال المواد العضوية بواسطة الالكترونات المتحررة
هذا الجزء يختص بتصليت اشعاع على مواد لتغيير تركيبها، ويسمى ذلك radiation chemstry:
من الأعمال التي جرت مؤخرا هو عملية تكسير مواد عضوية سامة مثل الديوكسين بواسطة الإشعاع.

فبعد تعريض الديوكسين للإشعاع فإنه يفقد الكلور ويتحول إلى بيفينيل، وهو كلوريد غير عضوي. يحدث أن الإلكترونات المتحررة من الجزيئات تحت تأثير الإشعاع تتفاعل مع المادة العضوية مكونة انيونات تتحلل عن طريق فقد أنيون كلور.

### التشخيص والعلاج بالإشعاع
تستغل في مجال الطب ظاهرة أن أعضاء الجسم المختلفة والأورام لها قابليات مختلفة على تخزين أنواع معينة من النوكليدات المشعة. وعن طريق قياس أشعة غاما الصادرة منها - بعد حقن الجسم بجرعة كيميائة مشعة منها والانتظار فترة حتى تتجمع المواد المشعة في العضو أو الورم - فيمكن عمل صورة للعضو أو الورم. ويعمل طب العلاج بالإشعاع على تطوير طرق لاستخدام مواد مشعة واستخدام الإشعاع في التشخيص والعلاج.
وبالنسبة لعلاج سرطان البروستاتا مثلا فتزرع في البروستاتا المريضة اقطابا قصيرة مشعة. يعمل الإشعاع الصادر منها على قتل ما يحيطه من خلايا سرطانية، وبحيث أن يكون الإشعاع محدودا على البروستاتا فلا يصيب خلايا الجسم السليمة المحيطة بالبروستاتا. هذا الطريقة تغني عن العلاج الجراحي.

## خلفية اشعاعية عادية
يوجد النشاط الإشعاعي حولنا في جميع الاماكن وهو موجود منذ أن تكونت الأرض. تختلف توزيع المواد المشعة بحسب التضاريس مثل انتشار مناجم الحديد ومناجم الفحم وغيرها. المناطق الجبلية عموما بها مواد مشعة أكثر من الأراضي المنخفضة. وتقدر الهيئة الدولية للطاقة الذرية بأن كيلوجرام من تربة الأرض به في المتوسط الكميات التالية من الأربعة نظائر المشعة الطبيعية الغالبة:
370 بكريل للبوتاسيوم 40K (التوزيع مختلف بين 100–700 بيكريل)..و 25 بكريل للراديوم 226Ra (التوزيع المعتاد 10 –50 Bq)..و 25 بيكريل لليورانيوم 238U (المستوي العادي 10–50 Bq).. و 25 بيكريل للثوريوم 232Th (المستوى العادي بين 7–50 بيكريل).
هذا بالإضافة إلى ما يصيبنا من أشعة كونية بنفس المقدار الكلي تقريبا، ولكنها لا تدخل في مجال الكيمياء الإشعاعية

## اقرأ أيضا
- تأريخ بالكربون المشع
- تأريخ إشعاعي
- علاج إشعاعي
- بيكريل